# 청원24
청원24는 대한민국 정부가 운영하는 온라인 청원 웹사이트이다. 이를 이용하면 국민이 대한민국 헌법 제26조에 규정된 청원권을 온라인으로도 행사할 수 있다. 2020년 12월 22일 개정된 청원법에서 온라인청원시스템에 관한 제10조가 시행되는 시점인 2022년 12월 23일에 청원24 서비스가 개시되었다.

## 법적 근거
대한민국 헌법은 1948년 제정 당시 제21조에서 "모든 국민은 국가 각기관에 대하여 문서로써 청원을 할 권리가 있다. 청원에 대하여 국가는 심사할 의무를 진다."고 규정하였다. 이에 따라 1961년 청원법이 제정되어, 국민이 청원권을 행사하는 절차와 처리에 관한 사항을 규정하였다. 1987년 전부개정된 현행 대한민국 헌법에서는 제26조에서 청원권을 규정하고 있다.

- 헌법 제26조 ①모든 국민은 법률이 정하는 바에 의하여 국가기관에 문서로 청원할 권리를 가진다.

②국가는 청원에 대하여 심사할 의무를 진다.

청원법이 여러 차례 개정되었고, 2020년 12월 22일 전부개정에서 제10조(온라인청원시스템) 조문이 신설되었다. 이로써 국민이 온라인으로 청원하는 시스템인 청원24의 근거가 마련되었는데, 이 조문은 2022년 12월 23일 시행되었다.

- 청원법 제10조(온라인청원시스템) ① 행정안전부장관은 서면으로 제출된 청원을 전자적으로 관리하고, 전자문서로 제출된 청원을 효율적으로 접수ㆍ처리하기 위하여 정보처리시스템(이하 “온라인청원시스템”이라 한다)을 구축ㆍ운영하여야 한다.

② 대법원, 헌법재판소 및 중앙선거관리위원회는 별도의 온라인청원시스템을 구축ㆍ운영할 수 있다.

③ 온라인청원시스템의 구축ㆍ운영 등에 필요한 사항은 대법원규칙, 헌법재판소규칙, 중앙선거관리위원회규칙 및 대통령령으로 정한다.

다만, 청원법 제3조에 따라 대한민국 국회와 지방의회에 대한 청원은 청원24에서 처리하지 않는다.

## 서비스 내용
국민은 청원24에서 온라인으로 국가기관에 청원할 수 있고, 자신의 청원이 진행되는 과정과 그 결과를 확인할 수 있으며, 다른 사람의 공개청원을 열람하고 그에 대한 의견을 제시할 수 있다.
아래는 2022년 12월 23일 서비스 개시 시점에서 청원24의 서비스 목차이다.
- 청원 안내
  - 청원 소개
  - 청원 처리 절차
  - 그 밖의 사항
  - 자주하는 질문

- 청원하기

- 나의 청원
  - 나의 청원 현황
  - 관심 청원
  - 알림 설정
  - 회원정보 관리

- 공개청원
  - 공개청원 보기
  - 청원 통계 보기

## 같이 보기
- 정부24
- 국민신문고